# باشگاه فوتبال زنان آرسنال
تیم فوتبال بانوان آرسنال (به انگلیسی: Arsenal Women Football Club) یک تیم فوتبال انگلیسی وابسته به باشگاه فوتبال آرسنال است که در سال ۱۹۸۷ توسط ویک ایکرز تأسیس شد. این تیم با کسب ۶۰ جام، به عنوان پرافتخارترین تیم فوتبال زنان در انگلیس شناخته می‌شود.

## بازیکنان تیم آرسنال (بانوان)
- -  لیدیا ویلیامز استرالیا
- ۱  مانوئلا زینزبرگر اتریش
- ۲۴ فرانکاس ستنسون انگلیس
- لوته وببن-می انگلستان
- جنیفر بیتی اسکاتلند
- هرمیون کال  انگلیس
- تیه گلدی انگلیس
- لیا ویلیامسون بریتانیا
- پتن  انگلستان
- استفانی کتلی استرالیا
- بوی سورنسن دانمارک
- فردا مانم نروژ
- نواله مرتز سوئیس
- جوسفینه هنینگ آلمان
- لیونی مایر آلمان
- گراکیه پارسه انگلستان
- الکس حنسی انگلستان
- هاله حسین  انگلستان
- جردن نابز انگلستان
- کیم لیتل بریتانیا
- کسواره اسلانی سوئد
- بت مید انگلستان
- لیا وولتی سوئیس
- ملین گوت سوئیس
- ویوین میدما هلند
- کمه آلمان
- ویکتوریا سچنادربک اتریش
- بیانکا براگگ انگلستان
- بتانی مید انگلستان
- کیتی مک کیب ایرلند
- نیکیتا پاریس انگلستان
- کیتلین فورد استرالیا
- امیلی فاکس آمریکا

## تاریخچه
تیم زنان آرسنال در سال ۱۹۸۷ توسط ویک اِیکرز شکل گرفت. او به مدت ۲۲ سال سرمربی زنان بود؛ و در فصل ۲۰۰۸/۰۹ از این سمت کناره‌گیری کرد و سمت‌های دیگری در باشگاه به عهده گرفت. طی این مدت، اِیکرز بیش از ۳۳ جام مهم شامل یک قهرمانی اروپا، یک ۳گانه داخلی، ۱۲ قهرمانی لیگ برتر  و ۱۰ قهرمانی جام اتحادیه با آرسنال به دست آورد؛ این تیم را به قدرتمندترین تیم زنان انگلستان بدل کرد. ایکرز اکنون به عنوان رئیس افتخاری تیم زنان آرسنال و مسئول لباس تیم مردان آرسنال فعالیت می‌کند.
بهترین فصل زنان آرسنال بدون شک در فصل ۲۰۰۶/۰۷ رقم خورد جایی که آنها پس از گذشت ۲۰ سال از تأسیس تیم، موفق به فتح ۴گانه شدند. در آن فصل زنان آرسنال با شکست تیم سوئدی اوئما آی-کی که بهترین تیم اروپا بود، مبدل به اولین تیم بریتانیایی شدند که موفق به کسب لیگ قهرمانان زنان اروپا شده و این رکورد تا امروز همچنان دست‌نیافتنی باقی مانده‌است.
فصل ۲۰۰۸/۰۹ نیز فصلی بود که آرسنال موفق به کسب ۳گانه شد. این موفقیت در شرایطی رقم خورد که زنان در آن فصل ۳ بازیکن خود را در میانه راه از دست دادند. آنها ابتدا با پیروزی برابر دانکستر راورز موفق به کسب جام اتحادیه شدند. سپس با شکست ۲–۱ ساندرلند، جام مهم حذفی را برای دهمین بار در دربی کانتی و در مقابل دیدگان ۲۳۰۲۳ نفر بالای سر بردند. برای تکمیل ۳گانه در آن فصل، جام قهرمانی لیگ در آخرین روز فصل با پیروزی ۱–۰ برابر اورتون به دست آمد. آن سال نزدیک‌ترین رقابت قهرمانی در چند سال اخیر لیگ زنان رقم خورد جایی که آرسنال با تفاضل گل بهتر فاتح لیگ زنان شد. این قهرمانی باعث ثبت رکورد ۶ قهرمانی متوالی و هشتمین قهرمانی در ۹ سال اخیرش شد. در آن فصل تیم در لیگ قهرمانان در مرحله یک چهارم با نتیجه ۸–۳ در مجموع مغلوب اوئما آی-کی شد.
در سال ۲۰۱۱ نیز تیم زنان آرسنال رقابت سنگینی با بیرمنگام و اورتون برای کسب عنوان قهرمانی داشت ولی در هر حال موفق شد لیگ برتر انگلستان را فتح کنند. دختران آرسنال در ادامه روند موفقیت‌های خود موفق شدند فصل ۲۰۱۲ مجدداً فاتح لیگ باشند و در فصل ۲۰۱۳ نیز برای سومین بار کانتی کاپ را به دست آورند. آنها همچنین در دو فصل ۲۰۱۳ و ۲۰۱۴ جام حذفی را از آن خود کردند و در فصل ۲۰۱۵ با سرمربیگری پدرو مارتینز لسا دوباره فاتح کانتی کاپ شدند. اخیراً نیز تیم زنان آرسنال در فصل ۲۰۱۶ موفق شد چلسی را با یک گل در فینال جام حذفی شکست داده و این جام را از آن خود کند.
آرسنالی‌ها در سال ۲۰۱۸ تحت هدایت جو مونتمورو، با غلبه بر منچسترسیتی در فینال کانتیننتال کاپ، برای پنجمین بار به عنوان قهرمانی این جام دست یافتند و رکورد خود را از این حیث بهبود بخشیدند. زنان آرسنال در فصل ۲۰۱۸–۲۰۱۹، یک بار دیگر جام قهرمانی سوپرلیگ انگلیس را بالای سر بردند.

### تغییر در نام باشگاه
در سال ۲۰۱۷، به مناسبت سی‌امین سالگرد تأسیس تیم زنان آرسنال و در راستای گسترش اتحاد و برابری بین تیم زنان و مردان آرسنال، واژه Ladies رسماً از نام انگلیسی باشگاه حذف شد تا تیم زنان آرسنال نیز همانند تیم مردان تنها با نام آرسنال شناخته شود. بر این اساس تنها در بعضی موارد و برای پرهیز از ایجاد ابهام، این تیم به جای Arsenal Ladies به صورت Arsenal Women نامیده می‌شود.

## ورزشگاه

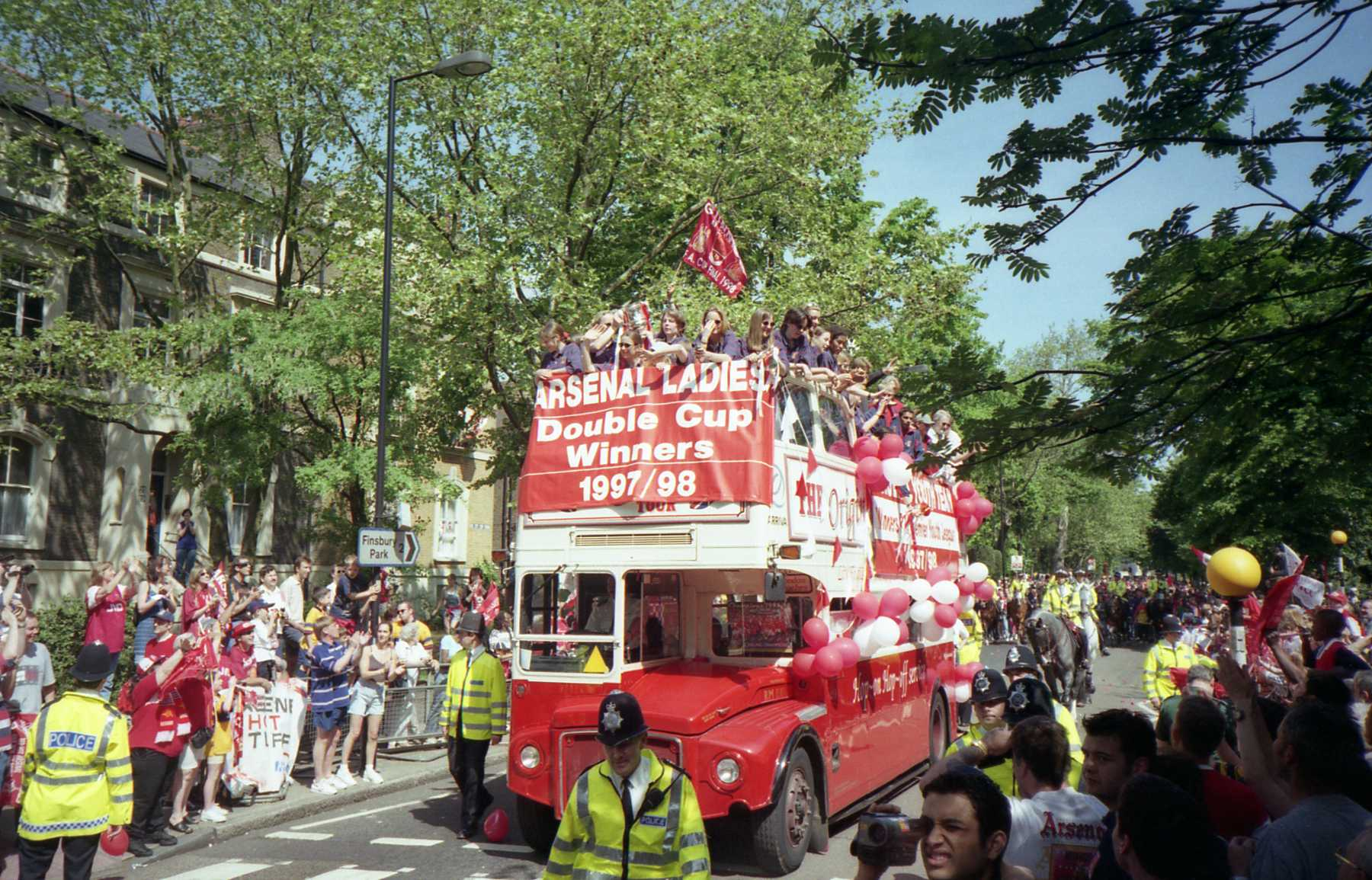
جشن شادی تیم زنان آرسنال به همراه هواداران

بازی‌های خانگی تیم زنان آرسنال در میدوپارک واقع در بورم وود برگزار می‌شود. این ورزشگاه که گنجایش بیش از ۴۰۰۰ تماشاگر را دارد، در سال ۲۰۱۷ بهسازی و تجهیز شد و مدتی بعد مدیران بورم وود اعلام کردند که در مهٔ سال ۲۰۱۸ با افزودن جایگاهی سرپوشیده به ضلع شمالی میدوپارک در پی افزایش ظرفیت این استادیوم هستند.

## بازیکنان

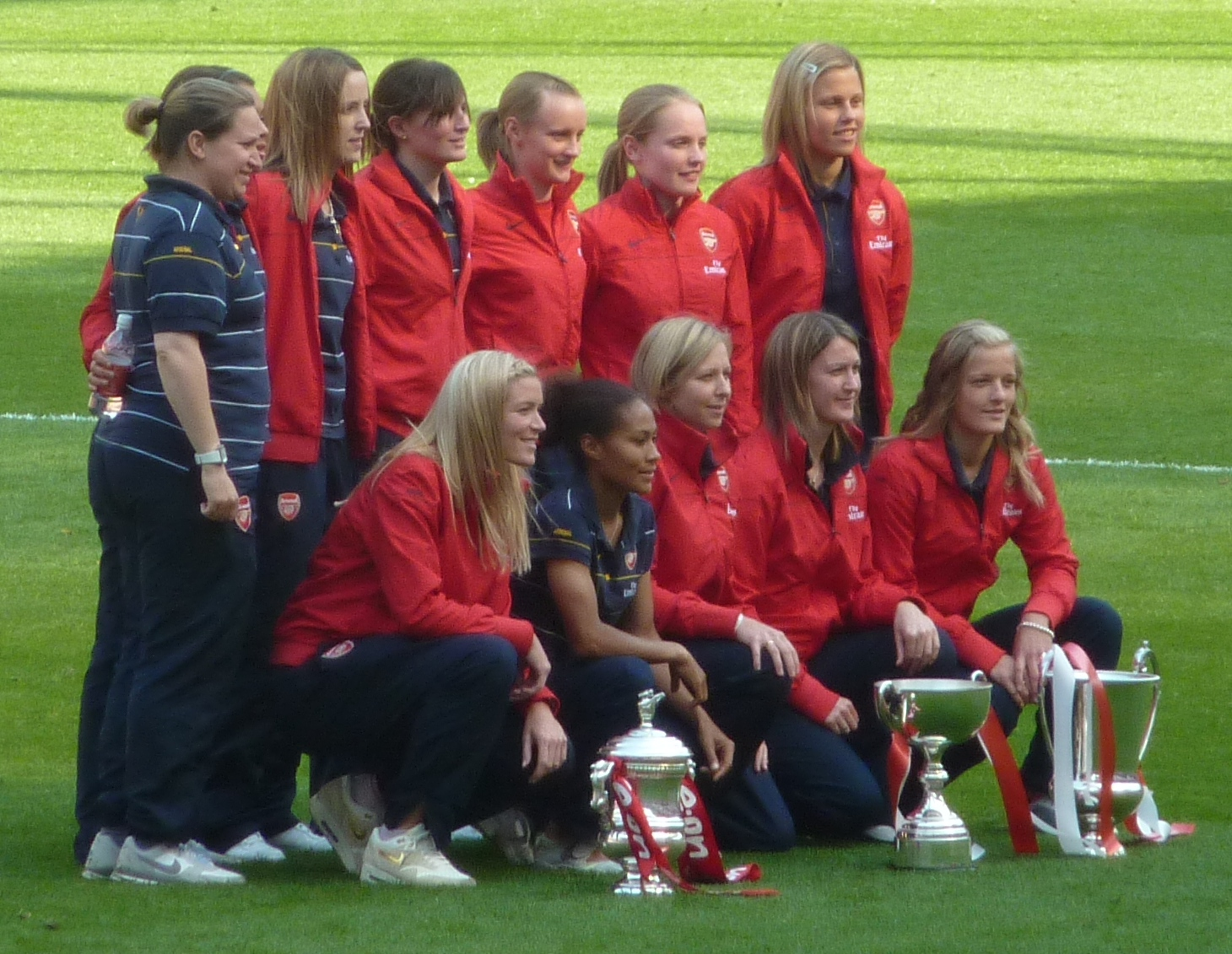
زنان آرسنال در سال ۲۰۰۹

### بازیکنان کنونی
| شماره | بازیکن            | ملیت       | پست       |
| ----- | ----------------- | ---------- | --------- |
| ۱     | مانوئلا زینسبرگر  | اتریشی     | دروازه‌بان |
| ۳     | لوته ووبن‌موی      | انگلیسی    | مدافع     |
| ۵     | جنیفر بیتی        | اسکاتلندی  | مدافع     |
| ۶     | لیا ویلیامسون     | انگلیسی    | مدافع     |
| ۷     | دنیله ون د دنک    | هلندی      | هافبک     |
| ۸     | جردن نابز         | انگلیسی    | هافبک     |
| ۹     | بث مید            | انگلیسی    | مهاجم     |
| ۱۰    | کیم لیتل          | اسکاتلندی  | هافبک     |
| ۱۱    | ویویانه میدیما    | هلندی      | مهاجم     |
| ۱۲    | یحیی حبیبی        | استرالیایی | مدافع     |
| ۱۳    | لیا ولتی          | سوییسی     | هافبک     |
| ۱۴    | جیل رورد          | هلندی      | هافبک     |
| ۱۵    | کیتی مک‌کیب        | ایرلندی    | مهاجم     |
| ۱۶    | نوئل ماریتز       | سوییسی     | مدافع     |
| ۱۷    | لیسا اونز         | اسکاتلندی  | مهاجم     |
| ۱۸    | لیدیا ویلیامز     | استرالیایی | دروازه‌بان |
| ۱۹    | کیتلین فورد       | استرالیایی | مهاجم     |
| ۲۰    | لئونی مایر        | آلمانی     | مدافع     |
| ۲۱    | مالین گوت         | سوییسی     | هافبک     |
| ۲۲    | ویکتوریا اشنادربک | اتریشی     | هافبک     |

### بازیکنان پیشین
در طی سال‌های گذشته، بازیکنان سرشناس بسیاری در تیم زنان آرسنال حضور داشته‌اند. چهره‌هایی چون: کلی اسمیت، ریچل یانکی، فی وایت، کیسی استونی، مارینه اسپیسی، اِما برن و فارا ویلیامز.
برای آشنایی بیشتر با بازیکنان پیشین تیم زنان آرسنال رده: بازیکنان تیم فوتبال زنان آرسنال را ببینید.

## تیم‌های پایه
تیم زنان آرسنال علاوه بر تیم اصلی، تیم‌های پایهٔ قدرتمندی نیز دارد که هر سال چهره‌های جدیدی را به دنیای فوتبال زنان معرفی می‌کنند. این تیم‌ها عبارت‌اند از: تیم رزرو (زیر ۲۰ سال)، زیر ۱۷، زیر ۱۵، زیر ۱۲، زیر ۱۱، زیر ۱۰، و زیر ۹ سال.
از جمله بازیکنان موفق تیم رزرو زنان آرسنال می‌توان به الکس اسکات، کیسی استونی، لیا ویلیامسون، کارلا هامفری، کلویی کلی، چارلی دولین، ریانا دین، آنا پتن و لوته ووبن‌موی اشاره کرد.

## کادر فنی کنونی
| سمت              | نام          |
| ---------------- | ------------ |
| رئیس افتخاری     | ویک ایکرز    |
| مدیر کل          | کلر ویتلی    |
| سرمربی           | جو مونتمورو  |
| دستیار مربی      | ارون دانتینو |
| سرمربی تیم رزرو  | کلی اسمیت    |
| مدیر تیم‌های پایه | تام هارتلی   |
| مدیر بازاریابی   | فی وایت      |
| مدیر فنی         | تسا پین      |
| پزشک تیم         | جو پرایس     |

## افتخارات
قهرمانی‌ها و افتخارات تیم زنان آرسنال تا فصل ۲۰۱۸–۲۰۱۹:
- لیگ قهرمانان اروپا: ۱ قهرمانی: ۲۰۰۷
- ورژن جدید لیگ زنان انگلیس: ۳ قهرمانی
- ورژن قدیمی لیگ زنان انگلیس: ۱۲ قهرمانی
- جام حذفی زنان: ۱۴ قهرمانی (رکورد)
- ورژن قدیمی لیگ کاپ: ۱۰ قهرمانی
- کانتیننتال کاپ (لیگ کاپ): ۵ قهرمانی
- کامیونیتی شیلد: ۴ قهرمانی و یک عنوان مشترک
- لاندن کانتی کاپ: ۱۰ قهرمانی